# Децим Лелий Бальб (консул 6 года до н. э.)
Де́цим Ле́лий Бальб (лат. Decimus Laelius Balbus) — политический деятель эпохи ранней Римской империи.
Его отцом или дедом, предположительно, был народный трибун 54 года до н. э. того же имени. В 17 году до н. э. в составе коллегии квиндецемвиров священнодействий он организовал Секулярные игры. В 6 году до н. э. Бальб занимал должность ординарного консула вместе с Гаем Антистием Ветом.
От брака с неизвестной имел сына, консула-суффекта Римской империи в 46 году.